# Causalidad circular acumulativa

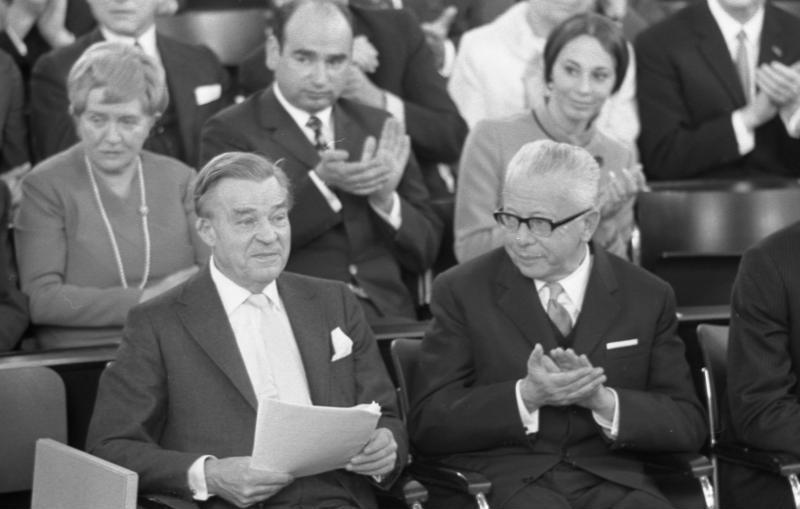
Gunnar Myrdal en Frankfurt, en la recepción del Friedenspreis des Deutschen Buchhandels

La causalidad circular acumulativa es una teoría desarrollada por el economista sueco Gunnar Myrdal en el año 1956. Es un enfoque multicausal donde se delinean las variables centrales y sus vínculos. La idea detrás de esto es que un cambio en una forma de una institución conducirá a cambios sucesivos en otras instituciones. Estos cambios son circulares en el sentido de que continúan en un ciclo, muchas veces de manera negativa, en el que no hay fin, y acumulativa, ya que los cambios persisten en cada ronda. El cambio no ocurre todo de una vez, ya que eso llevaría al caos, más bien los cambios ocurren gradualmente.
Gunnar Myrdal desarrolló el concepto de Knut Wicksell y lo desarrolló con Nicholas Kaldor cuándo  trabajaron juntos en las Comisión Económica para Europa de las Naciones Unidas. Myrdal se concentró  en el aspecto del aprovisionamiento social del desarrollo, mientras que Kaldor se concentró en las relaciones oferta-demanda en el sector manufacturero.

## Dinámica
En las características que son relevantes para el proceso de desarrollo de una economía, Myrdal mencionó la disponibilidad de recursos naturales, las tradiciones históricas de la actividad productiva, la cohesión nacional, las religiones y las ideologías, y el liderazgo económico, social y político. Myrdal afirmó que el efecto inmediato del cierre de ciertas líneas de producción en una comunidad es la reducción del empleo, los ingresos y la demanda. A través del análisis del multiplicador, señaló que otros sectores de la economía también se ven afectados.
Luego argumentó que la contracción de los mercados en esa área tiende a tener un efecto deprimente sobre las nuevas inversiones, lo que a su vez causa una mayor reducción de los ingresos y la demanda y, si no sucede nada para modificar la tendencia, hay un movimiento neto de empresas y trabajadores hacia otras áreas. Entre los resultados adicionales de estos eventos, se recaudan menos impuestos locales en un momento en que se requieren más servicios sociales y se inicia un círculo vicioso acumulativo a la baja y una tendencia hacia un menor nivel de desarrollo se reforzará aún más.
Se forma un estado de no equilibrio, o como él escribe:
   "La noción de equilibrio estable es normalmente una falsa analogía elegida al construir una teoría para explicar los cambios en un sistema social. Lo que no funciona con el supuesto de equilibrio estable aplicado a la realidad social es la idea misma de que un proceso social sigue una dirección - aunque podría avanzar hacia él de forma tortuosa - hacia una posición que en algún sentido u otro puede describirse como un estado de equilibrio entre fuerzas. Detrás de esta idea hay otra suposición aún más básica, a saber, que un cambio llamará regularmente una reacción en el sistema en forma de cambios que, en general, van en la dirección opuesta al primer cambio. La idea que quiero exponer en este libro es que, por el contrario, en el caso normal no existe tal tendencia hacia la auto-estabilización automática en el sistema social. El sistema por sí mismo no está moviéndose hacia ningún tipo de equilibrio entre fuerzas, sino que constantemente se está alejando de tal situación. Un cambio no provoca cambios compensatorios sino que, en cambio, admite cambios, que mueven al sistema en la misma dirección que el primer cambio, pero mucho más allá. Debido a tal causalidad circular como un proceso social tiende a ser acumulativo y, a menudo se acumula a un ritmo acelerado ".
   (Myrdal, G., 1957, pp. 12-13 Teoría económica y regiones subdesarrolladas, Londres: University Paperbacks, Methuen)
Myrdal desarrolló aún más el concepto de causalidad circular acumulativa y afirmó que hace diferentes suposiciones que la teoría del equilibrio estable sobre lo que se puede considerar como las fuerzas más importantes que guían la evolución de los procesos sociales. 
Estas fuerzas caracterizan la dinámica de estos procesos de maneras diversas. Sin embargo, la provisión de datos u otra información con respecto a economías individuales estaba más allá del alcance de su trabajo. Afirmó que en el caso normal no existe tal tendencia hacia la auto-estabilización automática en el sistema social. El sistema por sí mismo no se mueve hacia ningún tipo de equilibrio entre fuerzas, sino que se aleja constantemente de tal situación. Myrdal usó las expresiones 'enfoque', 'teoría' y 'teoría general' como sinónimos. En sus escritos posteriores, sin embargo, se refirió principalmente al "enfoque", definiéndolo como algo que contiene, entre otras cosas, teorías. Escribió que por este término se refirió a una colección de dispositivos, como "los conceptos, modelos y teorías que utilizamos, y la forma en que seleccionamos y organizamos las observaciones y presentamos los resultados de nuestra investigación". En el prefacio de su Teoría económica y regiones subdesarrolladas, Myrdal escribió. que "el argumento se mueve en un plano general y metodológico en el sentido de que la teoría se discute como un complejo de amplias estructuras de pensamiento" (Myrdal, G. (1957), Economic Theory and Underdeveloped Regions, London: University Paperbacks, Methuen vii ).
Myrdal pidió a los economistas que procedan confrontando los "hechos de la vida" con las teorías. La relación entre teoría y hechos, sin embargo, no es simple.
    "La teoría ... siempre debe ser a priori a las observaciones de los hechos. De hecho, los hechos como parte del conocimiento científico no tienen existencia fuera de ese marco. ... Si la teoría es así a priori, es, por otro lado, un primer principio de la ciencia que los hechos son soberanos. La teoría no es, en otras palabras, nunca más que una hipótesis. Cuando las observaciones de los hechos no concuerdan con una teoría, es decir, cuando no tienen sentido en el marco de la teoría utilizada para llevar a cabo la investigación, la teoría debe ser descartada y reemplazada por otra que prometa un mejor ajuste (Myrdal , G. (1957), Teoría económica y regiones subdesarrolladas, Londres: University Paperbacks, Methuen, pag. 160).